# Воробйово (Шуміхинський округ)
Воробйо́во (рос. Воробьёво) — присілок у складі Шуміхинського району Курганської області, Росія. Входить до складу Березовської сільської ради.
Населення — 78 осіб (2010, 106 у 2002).
Національний склад станом на 2002 рік: росіяни — 97 %.